# Hypena ovisignata
Hypena ovisignata là một loài bướm đêm trong họ Erebidae.